# ريتشل مارتن
ريتشل مارتن (بالإنجليزية: Rachel Martin)‏ هي فنانة أداء أمريكية، ولدت في 14 ديسمبر 1954.